# نيك بيس
نيك بيس (بالإنجليزية: Nick Pace؛ مواليد 17 أبريل 1987) هو مُقاتل فنون قتالية مختلطة أمريكي سابق.

## وصلات خارجية
- نيك بيس على موقع بيلاتور (الإنجليزية)
- نيك بيس على موقع شيردوغ (الإنجليزية)
- نيك بيس على موقع Tapology.com (الإنجليزية)
- نيك بيس على موقع IMDb (الإنجليزية)